# Municipio de Lake St. Louis
El municipio de Lake St. Louis (en inglés: Lake St. Louis Township) es un municipio ubicado en el condado de St. Charles en el estado estadounidense de Misuri. En el año 2010 tenía una población de 28254 habitantes y una densidad poblacional de 941,72 personas por km².

## Geografía
El municipio de Lake St. Louis se encuentra ubicado en las coordenadas 38°47′14″N 90°45′50″O / 38.78722, -90.76389. Según la Oficina del Censo de los Estados Unidos, el municipio tiene una superficie total de 30 km², de la cual 27.9 km² corresponden a tierra firme y (7.02%) 2.11 km² es agua.

## Demografía
Según el censo de 2010, había 28254 personas residiendo en el municipio de Lake St. Louis. La densidad de población era de 941,72 hab./km². De los 28254 habitantes, el municipio de Lake St. Louis estaba compuesto por el 90.65% blancos, el 4.32% eran afroamericanos, el 0.27% eran amerindios, el 2.35% eran asiáticos, el 0.08% eran isleños del Pacífico, el 0.58% eran de otras razas y el 1.75% pertenecían a dos o más razas. Del total de la población el 2.55% eran hispanos o latinos de cualquier raza.